# Río Yamuna
El río Yamuna (algunas veces transcrito como Yamunā, Jamuna o Jumna; en sánscrito, यमुना; en urdu, جمنا) es un largo río del norte de la India que fluye en direcciones S, SE y E, a través de los estados de Haryana, Himachal Pradesh, Uttarakhand, Uttar Pradesh y el territorio de Delhi, hasta desaguar en el río Ganges —del que es su principal afluente— junto a la ciudad de Prayagraj.
Nace a una altitud de 6387 m, en el glaciar Yamunotri, en las laderas suroccidentales de los picos Banderpooch, en el Himalaya inferior, y recorre una longitud total de 1376 km, antes de desaguar en Triveni Sangam, Prayagraj, lugar cada doce años de la peregrinación Kumbha Mela. En Triveni («tres ríos», ya que los hindúes creen que allí también confluye el invisible río subterráneo Sáraswati, que ya aparece nombrado en el antiquísimo Rig-veda (el texto más antiguo de las escrituras de la India, de mediados del II milenio a. C.), las aguas del Yamuna son bastante transparentes, mientras que las del Ganges son más amarillentas. Drena una amplia cuenca de 366 223 km² (el 40,2% de toda la cuenca del Ganges).
El Yamuna recibe muchos afluentes en el camino, incluyendo los ríos Giri, Tons —su afluente más largo y más grande en la parte alta—, Hindon (400 km), Chambal (1050 km), Betwā (610 km), Mandakini, Sindh (470 km) y Ken (427 km). El más importante es el Chambal, que recibe a su vez muchos afluentes, siendo los principales los ríos Khan, Kshipra, Kalisindh, Parbati y Banas. Las ciudades de Baghpat, Nueva Delhi, Noida, Mathurā, Agra, Firozabad, Etawah, Kalpi, Hamirpur y Prayagraj se encuentran en sus orillas y frente a él se encuentra numerosos edificios importantes, destacando entre todos el Taj Mahal, en Agra.
Lo más importante del Yamuna es que crea una llanura de aluvión muy fértil, la franja de tierra conocida como el Doab Yamuna-Ganges, una región entre el Yamuna y el Ganges en la gran llanura Indo-Gangética. Aunque en otros tiempos fue una arteria de comunicación importante, en la actualidad el río se utiliza básicamente para el regadío de los terrenos que atraviesa. Casi 57 millones de personas dependen de las aguas del Yamuna. Con un flujo anual de unos 10.000 hm³ y el uso de 4.400 hm³ (de los que el riego constituye el 96%), el río proporciona más del 70% del suministro de agua de Delhi.
Al igual que el Ganges, el Yamuna también es muy venerado en el hinduismo y adorado como la diosa Iamuna a lo largo de su curso. En la mitología hindú, se convirtió a la antigua diosa Iamí en esta personificación del río Yamuna. Iamí era la hija de Vivasuat (el dios del sol), y hermana gemela de Iama, el dios de la muerte. Por eso, bañarse en las aguas sagradas del Yamuna libera de los tormentos de la muerte.
El agua del Yamuna es razonablemente de buena calidad en el tramo de 375 km entre Yamunotri, en el Himalaya, y Wazirabad, en Delhi, donde se vierten las aguas residuales a través de 15 desagües entre la barrera Wazirabad y la barrera Okhla, que hacen que luego el río esté muy contaminado. Un funcionario describe el río como un «colector de aguas negras», con la demanda bioquímica de oxígeno (DBO) en valores que van de 14 a 28  mg/l y con un alto contenido de coliformes. El río sufre por tres fuentes principales de contaminación: los hogares y la eliminación de las aguas residuales municipales; la erosión del suelo resultante de la deforestación para dar paso a la agricultura, junto con el lavado de los derivados químicos de los fertilizantes, herbicidas y pesticidas; y la escorrentía de la actividad comercial y de los polígonos industriales.

## Geografía

### El Yamuna en Uttarakhand

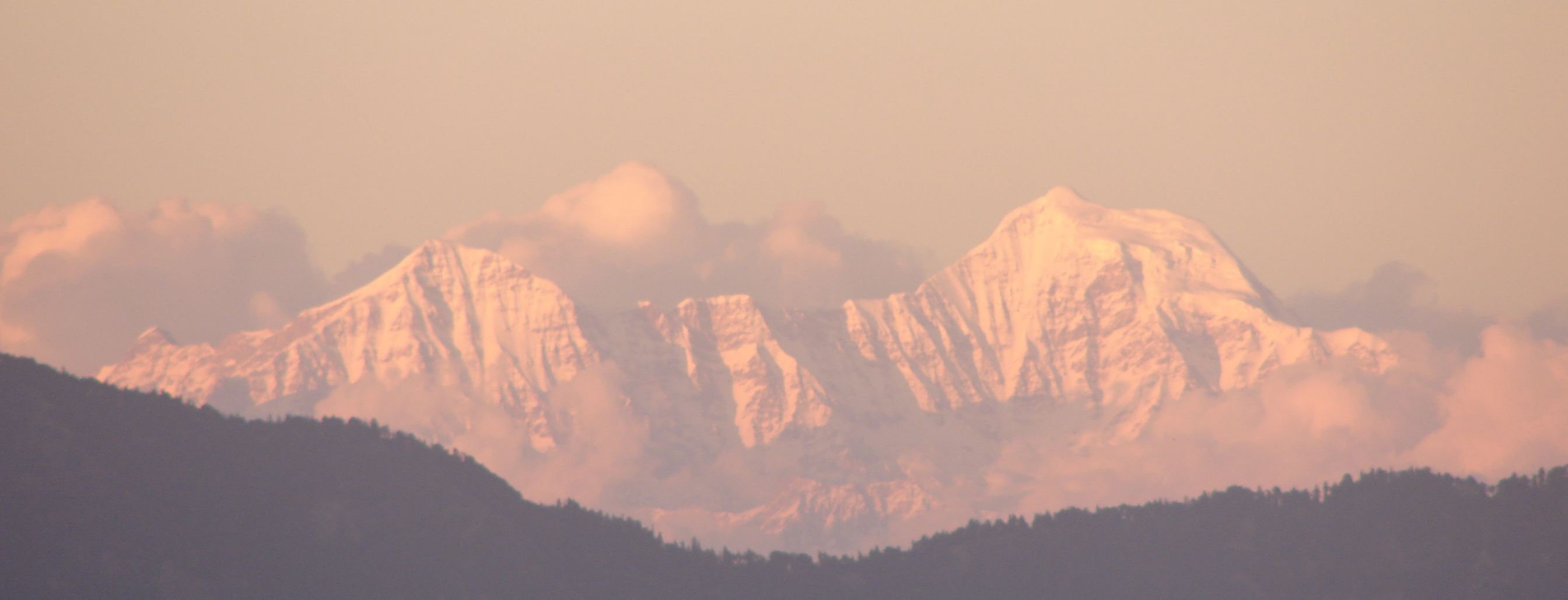
Los picos Banderpoonch, donde están las fuentes del Yamuna, vistos desde Mussoorie

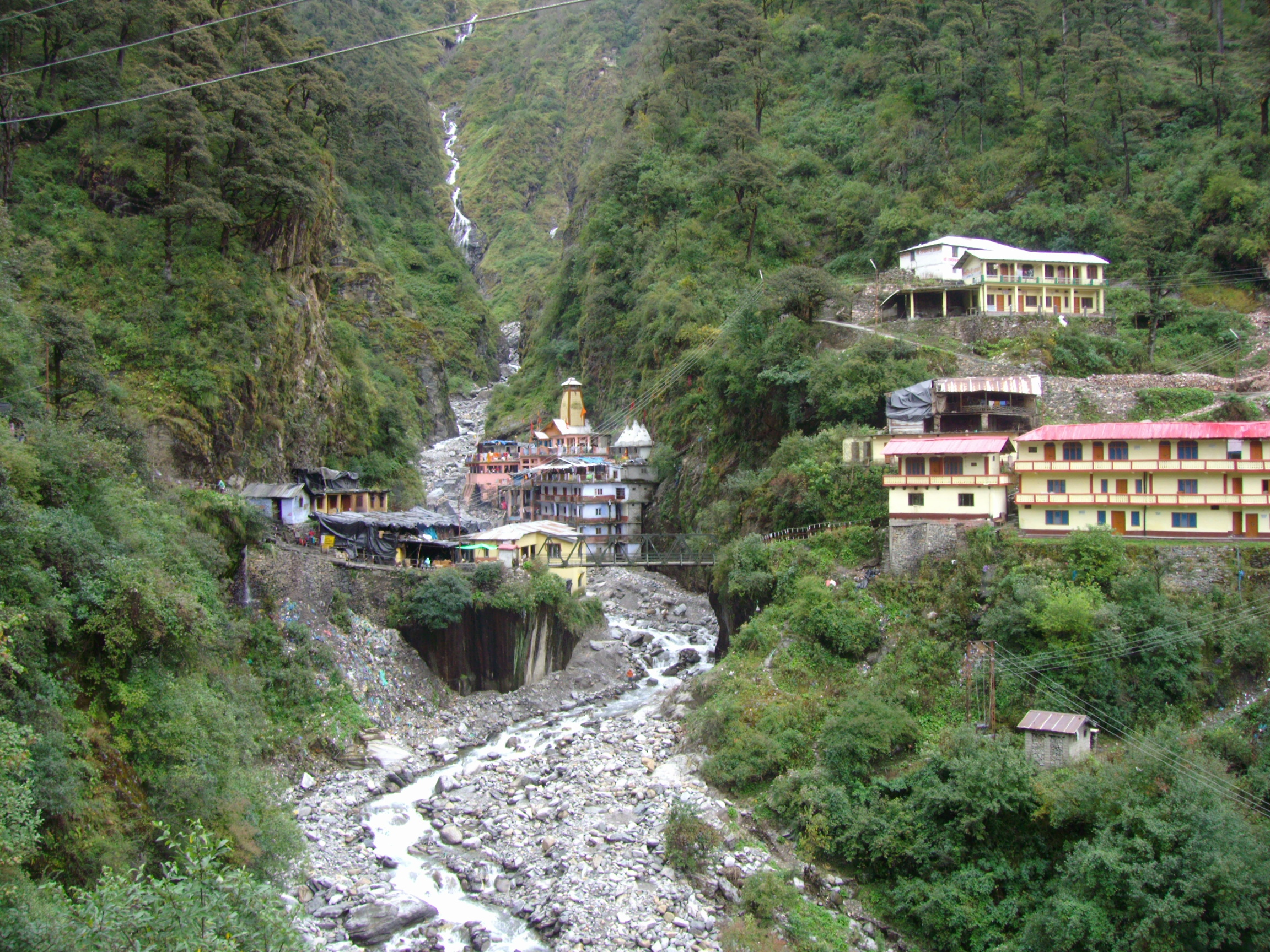
El templo de Yamunotri a orillas del río, un santuario dedicado a la diosa Yamuna.

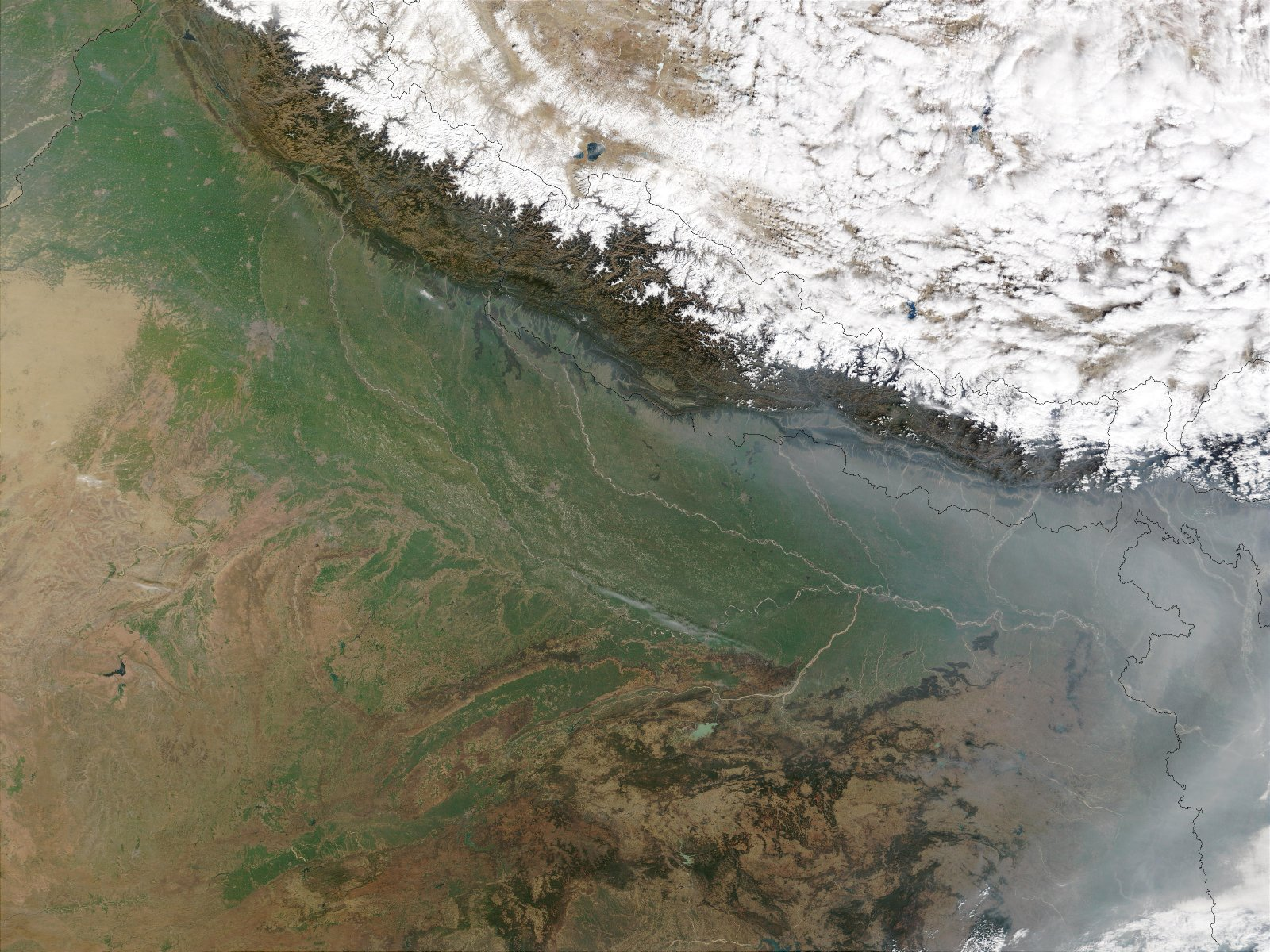
Curso del río Yamuna, en la llanura Indo-Gangética

Las fuentes más lejanas del río Yamuna se encuentran en el glaciar Yamunotri, a una altitud de 6387 metros, en las laderas suroccidentales de los picos Banderpooch, parte de la cordillera Mussoorie del Bajo Himalaya. Administrativamente, el río nace en el distrito de Uttarkashi del estado de Uttarakhand, algo al norte de la ciudad santa de Haridwar. Tras agruparse varios pequeños ríos y arroyos de montaña, se considera que el Yamuna, como tal, nace en Yamunotri, a 3.293 m, donde se encuentra uno de los santuarios más sagrados del hinduismo, dedicado a la diosa Yamuna y que es parte del Chota Char Dham, el circuito de peregrinaje o Yatra. También a pie, cerca del templo, en una caminata de 13 km que sigue la orilla derecha del río, se encuentra el Markendeya Tirtha, donde el sabio Markandeya escribió el Markandeya Purana.
A partir de aquí el Yamuna fluye hacia el sureste durante un tramo de unos 200 km a través de los Bajos Himalayas y la cordillera Shivalik, acompañado en el valle por la carretera NN-94. El río pasa por pequeñas localidades de montaña como Bharkot, Paunthi, Muran, Naugoan, Kuwa, Nambagh y Kalsi. En este tramo alto del valle se encuentran depósitos morrenaicos en sus empinadas laderas, con destacados accidentes geomorfológicos como espolones entrelazados, bancos escarpados de roca y secuencias de terrazas aluviales (que se pueden ver cerca de Naugoan).
El río luego señala la frontera entre la parte suroccidental del estado de Himachal Pradesh y Uttarakhand, un corto tramo en el que el río desciende a los llanos de valle de Doon, no lejos de Dehradun, la capital estatal, localizada al oeste a apenas 30 km. El Yamuna llega a las localidades de Dakpathar, Vikasnagar y Herbentpur. Al inicio de este tramo, mediante una presa aliviadero, el agua del Yamuna es desviada a un canal para la generación de energía, y poco más abajo, donde el Yamuna es abordado por el río Assan, está la barrera o dique Assan, que alberga un santuario de aves. Luego el Yamuna recibe, por la derecha y procedente del norte, al río Tons el afluente más largo y más grande del alto Yamuna, y que drena la parte de esta cuenca alta que pertenece a Himachal Pradesh, un total de 2320 km². El Tons nace en el valle Hari-ki-dun y en la confluencia con el Yamuna lleva más agua que la corriente principal. El sistema de drenaje completo del río se extiende entre la cuenca del Giri-Sutlej, en Himachal, y la cuenca Yamuna-Bhilangna, en Garhwal, y de hecho la cresta sur del Shimla también vierte en este sistema.
Otros afluentes de la región son los ríos Giri, Rishi Ganga, Kunta, Hanuman, Ganga y Bata, que drenan la parte alta de la vasta cuenca del río Yamuna.
Después de pasar Paonta Sahib, la ciudad de peregrinación Sikh, el río sale del estado por el extremo suroccidental del Parque Nacional de Kalesar y alcanza Tajewala, en el distrito de Yamuna Nagar del estado de Haryana, donde en 1873 se construyó una presa que es el origen de dos canales importantes, el canal Yamuna Occidental y canal Yamuna Oriental, que irrigan los estados de Haryana y Uttar Pradesh. El canal de Yamuna Occidental (conocido por WYC, sus siglas, del inglés Western Yamuna Canal).

### El Yamuna en Haryana-Uttar Pradesh
Luego el río continúa siendo en muchos tramos parte de la frontera entre los estados de Haryana, al este, e Uttar Pradesh, al oeste. El río va virando progresivamente hacia el sursudoeste, describiendo un amplio arco en el que pasa a la derecha de las importantes ciudades de Yamuna Nagar (532.000 hab. en 2001) y Karnal (210.476 hab.) y tras dejar atrás la pequeña localidad de Bidauli, también deja a la derecha Panipat, otra importante ciudad de Haryana (261.665 hab.). Sigue por las localidades de Chhaprauli (17.795 hab.), Kutana y Bagpat (36.365 hab.) y llega a las cercanías de la capital india, Nueva Delhi.
Antes de llegar pasa frente a la planta de tratamiento de Haiderpur, que deriva parte de sus aguas para el suministro urbano de Delhi, además de recibir también las aguas residuales de las ciudades de Yamuna Nagar y Panipat. El Yamuna se repone de nuevo después de esto por las aguas que vierten en él algunos arroyos estacionales y por las aguas subterráneas acumuladas, ya que de hecho, durante la estación seca, se mantiene seco en muchos tramos desde Tajewala hasta Territorio Capital Nacional de Delhi, donde entra cerca del pueblo de Palla después de recorrer 224 kilómetros.

### Contaminación
Lamentablemente, el río Yamuna está sumamente contaminado, tanto que representa una amenaza para el mismo Taj Mahal, pues hay estudios que suponen que la contaminación ha penetrado, y pudiera estar pudriendo sus cimientos. Si esto es cierto, corre el riesgo de derrumbarse, si es que no se hace nada por el río. Es el segundo río más contaminado del mundo, superado solo por el río Citarum en Indonesia.

### El Yamuna después de Delhi

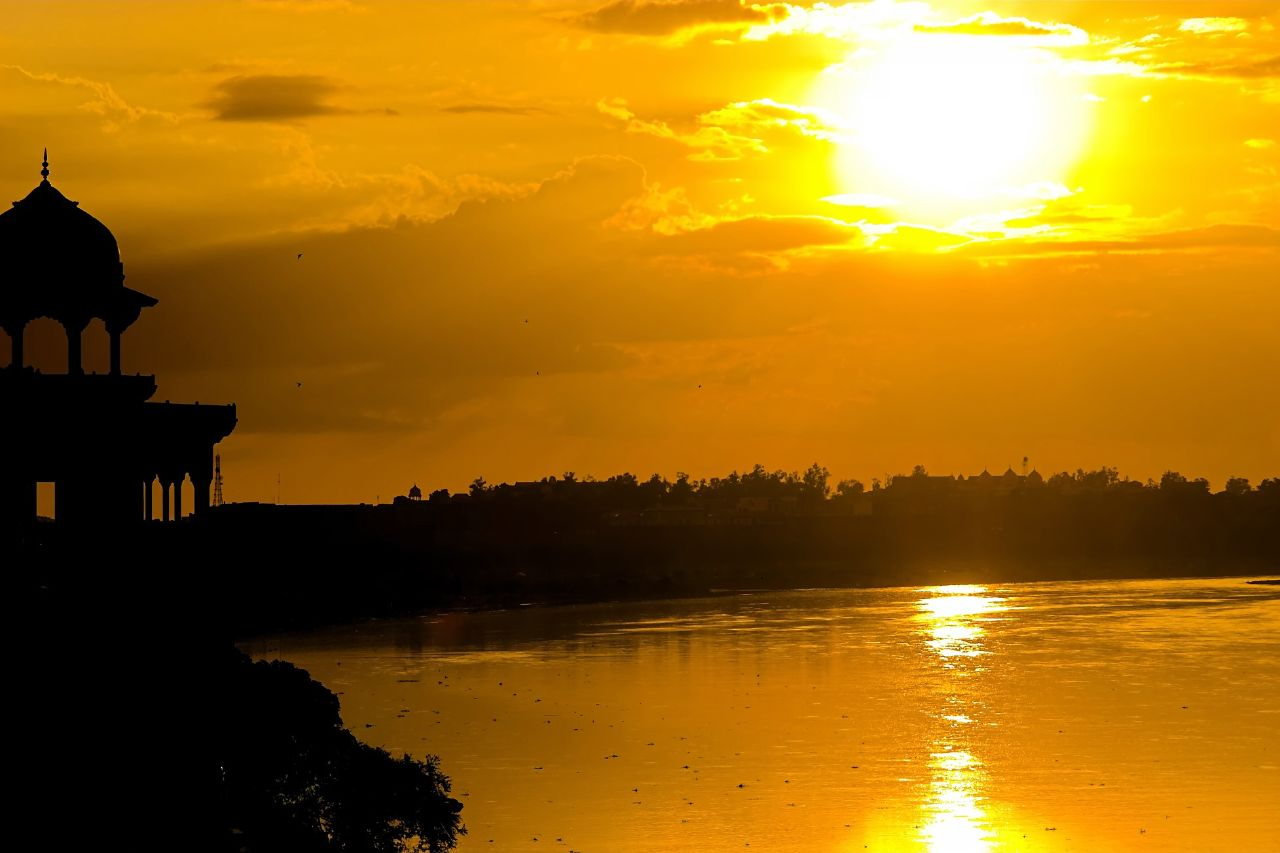
El Yamuna cerca de Delhi

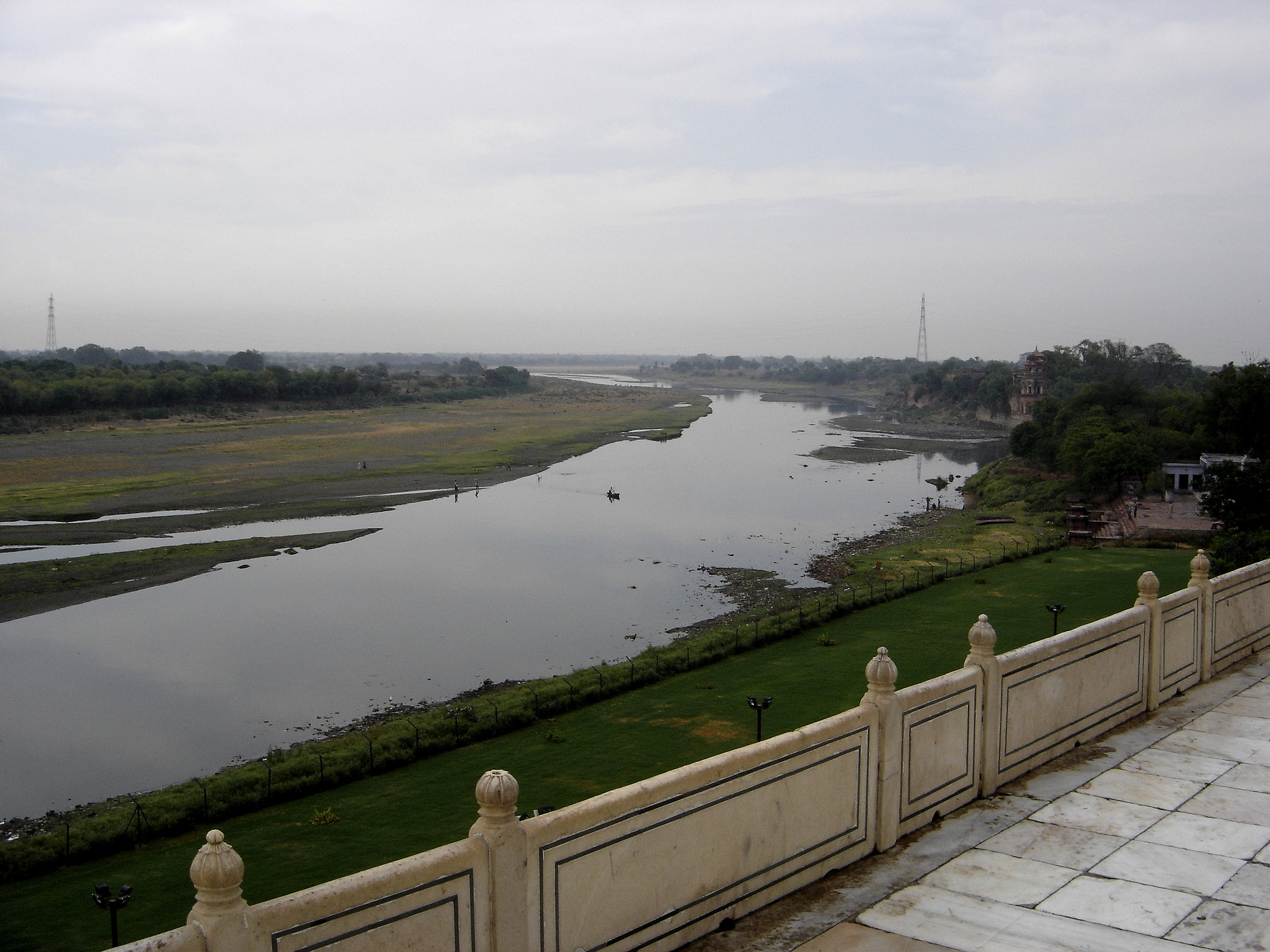
El río Yamuna en Agra.

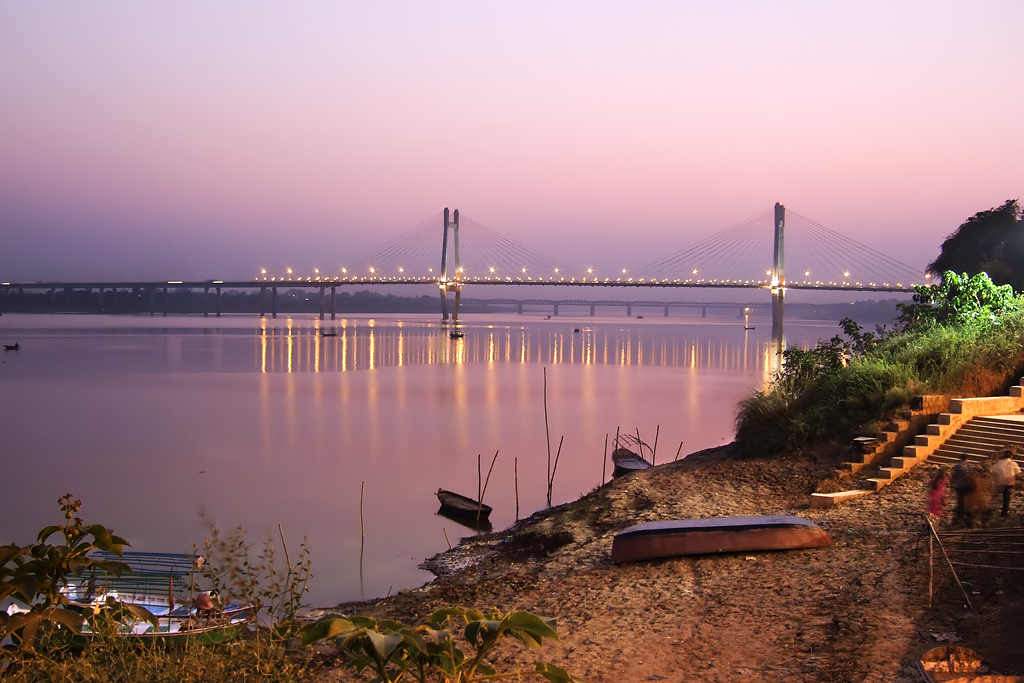
El puente Nuevo Yamuna, en Prayagraj.

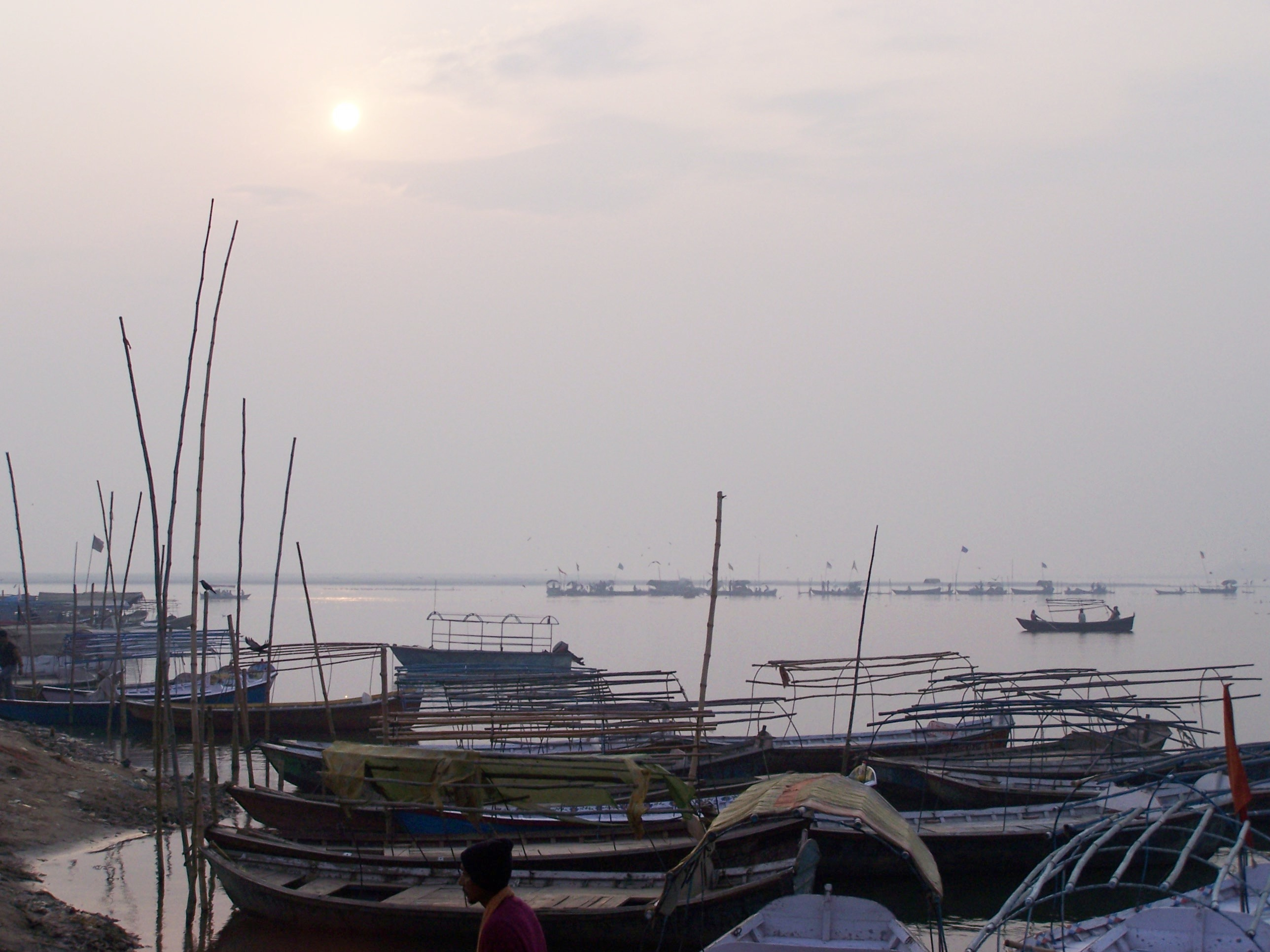
El Triveni Sangam, confluencia del Yamuna y el Ganges.

Una vez superada la capital, el Yamuna continua describiendo un arco cada vez en dirección más suroeste, pasando cerca del circuito donde se celebrará en el año 2011 por vez primera el Gran Premio de la India, cerca de la ciudad industrial de Gran Noida, donde el Yamuna recibe por la izquierda al Hindon (400 km). Continua aguas abjo pasando por Hassanpur (14.089 en 2009) y luego ya se adentra definitivamente en el estado de Uttar Pradesh. Sigue por Shergarh, Vrindavan (56.618 hab.) —una ciudad santa del hinduismo en la que sobresale el templo Krishna Balaram Mandir— y la importante ciudad de Mathurā (298.827 hab.). Continua el río virando cada vez más hacia el oeste, alcanzando la reserva Forestal de Babarpur, justo antes de llegar a la ciudad de Agra (1.430.055 hab.), donde en sus orillas se encuentra uno de los edificios más famosos del mundo, el Taj Majal.
Sigue su avance, llegando a las pequeñas ciudades de Rudmuli, kachaura y luego a Etawah (141.460 hab.). Al poco recibe por la derecha, procedente del suroeste, al más importante de todos sus afluentes, el largo río Chambal. Casi inmediatamente, en Bhajanpura, recibe por la misma mano al río Sindh (470 km). Pasa después por Kalpi (42,858 hab.), la ciudad fortaleza de Chapar Ghata y Hamirpur (32.035 hab.), donde recibe por la derecha al río Betwā (610 km). En Chilla Ghat recibe a otro de sus afluentes importantes, también por la derecha, el río Ken (427 km).
Prosigue, ya en la parte final de su largo recorrido, y alcanza la ciudad de Prayagraj y al poco, entrega sus aguas al Ganges, por la derecha, en un lugar sagrado conocido como Triveni Sangam después de haber recorrido una distancia de 1376 km. Aquí los peregrinos viajan en botes a las plataformas erigidas en medio de la corriente para ofrecer sus oraciones. Durante el Kumbh Mela, celebrado cada 12 años, los ghats de todo el Sangam se congregan y toman el baño en las aguas sagradas de la confluencia.

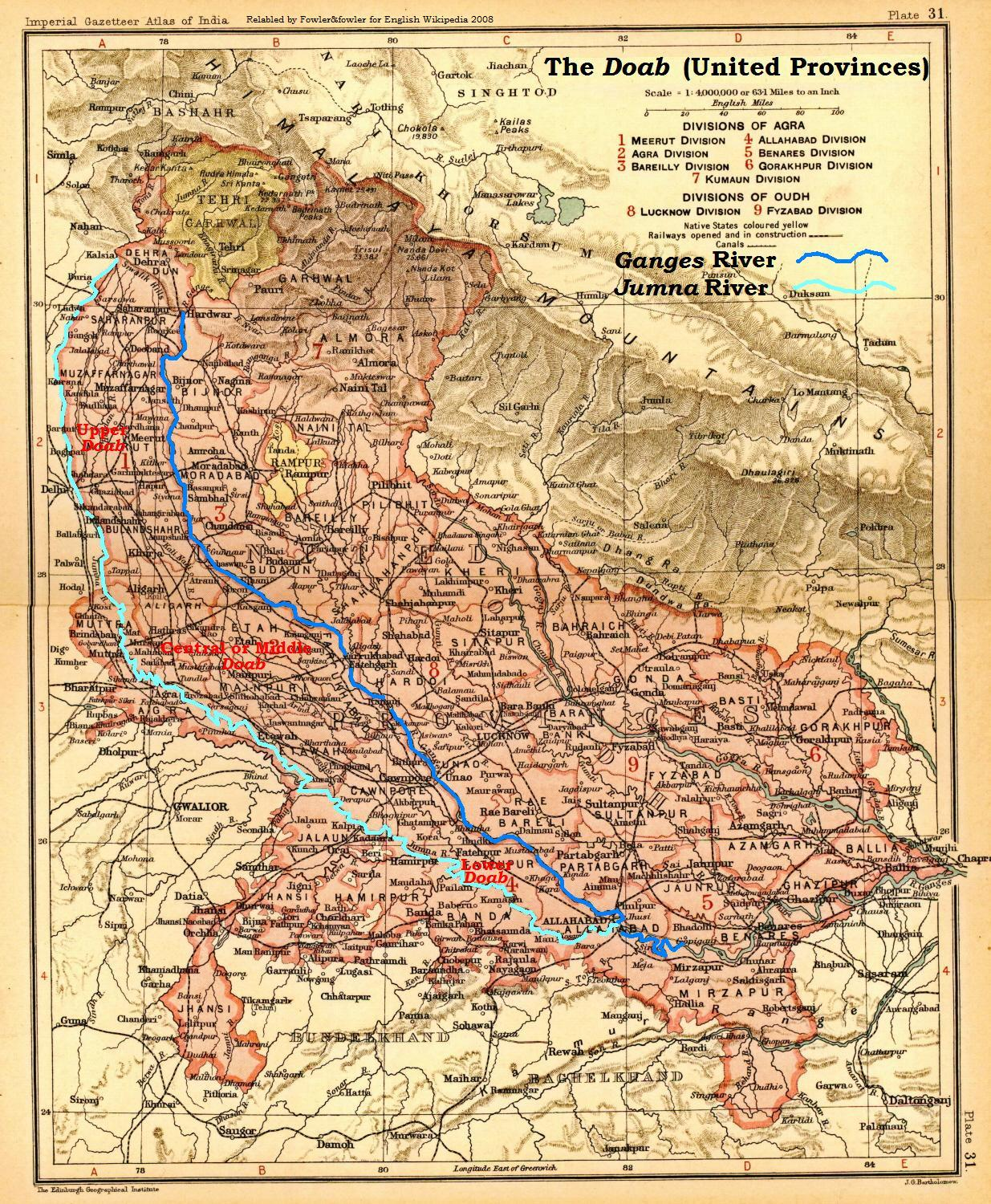
Un mapa de 1908 del Doab', que muestra las subregiones de "Alto Doab", "Medio Doab," y "Bajo Doab."

Junto con el Ganges, al que sigue casi en paralelo después de alcanzar la llanura Indo-Gangética, la más grande llanura aluvial fértil en el mundo, el Yamuna crea el Doab Ganges-Yamuna, una franja de tierra que conforma una región de 69.000 km², un tercio de toda la llanura, hoy en día conocida por sus productos agrícolas, entre los que destaca el cultivo del arroz Basmati. La misma llanura soporta un tercio de la población de la India a través de su producción.
| Estado                      | Cuenca (km²) | % de la cuenca |
| --------------------------- | ------------ | -------------- |
| Uttar Pradesh y Uttarakhand | 74 208       | 21,5           |
| Himachal Pradesh            | 5799         | 1,6            |
| Haryana                     | 21 265       | 6,5            |
| Rajasthan                   | 102 883      | 29,8           |
| Madhya Pradesh              | 14 023       | 40,6           |
| Delhi                       | 1485         | 0,4            |

## La diosa Iamuna
El río Yamuna es, para los hinduistas, uno de los siete ríos sagrados de la India. Los hinduistas consideran que el Yamuna es, después del río Ganges, el río más sagrado de la India. En cambio los hinduistas vaishnavas (adoradores del dios Krisná) creen que «cuando el Ganges se santifica mil veces, se llama Yamuna».
En el Jari Vamsha y el Markandeia-purana se identifica por primera vez a este río con la antigua diosa Iamí, que era hija del dios del sol Vívasuat y hermana gemela del dios hindú de la muerte, el dios Iama, con quien protagonizó la primera leyenda acerca de un incesto.
Según el Majábharata (siglo III a. C.) y el Bhágavata-purana (siglo XI d. C.), el dios Krishná pasó su infancia en Vrindavan, a orillas de este río.